# Лазающий заяц
Лазающий заяц, или японский древесный заяц (лат. Pentalagus furnessi),  (яп. 奄美野黒兎 амами но куро-усаги, чёрный заяц Амами) — млекопитающее из семейства зайцевых. Видовое название дано в честь американского антрополога Уильяма Генри Фернесса (William Henry Furness; 1866—1920). Лазающий заяц является эндемичным для двух островов принадлежащего Японии архипелага Рюкю — Амами-Осима и Токуносима — и нигде более в мире не встречается.

## Происхождение русских названий
Оба русских названия восходят к записке участника Камчатской экспедиции Рябушинского, ихтиолога П. Ю. Шмидта, приложенной им к первым двум экземплярам этого вида — молодой и старой особям, доставленным в Зоологический музей в Санкт-Петербурге. П. Ю. Шмидт писал:

«Оба экземпляра добыты на острове Амамиосима (самый северный из островов Лиу-Киу). Этот заяц обитает в лесу, ведет ночной образ жизни. Он лазает по стволам деревьев и гнездится в дуплах. По тонким веткам он передвигаться не может. В желудке взрослого экземпляра оказались ягоды какого-то древесного растения, формой напоминающие бузину, но темного цвета». — Цит. по Гуреев А. А. Фауна СССР, Млекопитающие. Зайцеобразные (Lagomorpha). М.-Л.: Наука, 1964. с. 134.
А. А. Гуреев в цитируемом издании предложил название «японский древесный заяц». В 1977 году В. Е. Соколов, также упомянув наблюдения Шмидта, ввёл название «лазающий заяц». Последующие детальные исследования не подтвердили сведений, сообщённых П. Ю. Шмидтом.

## Внешний вид
Лазающий заяц покрыт мягким, тёмно-коричневым мехом, уши его довольно коротки — от 4 до 5 см длины. У относительно коротких лапок — длинные когти. Общая длина тела этого вида от 40 до 53 сантиметров, длина хвоста — от 2 до 3,5 сантиметра, масса — от 2 до 3 килограммов.

## Ареал
На островах Амами-Осима и Токуносима, находящихся в Тихом океане, царит субтропический климат. Зайцы здесь распространены вплоть до высоты в 694 метра над уровнем моря (гора Ювандаке, наивысшая точка Амами-Осима). Однако наиболее освоены ими прибрежные, заросшие древовидными папоротниками скалы и дубовые рощи на холмах. После того как в 1970—1980-х годах значительная часть лесов на островах была вырублена, зайцы сумели приспособиться и к новым условиям жизни.

## Поведение
Лазающие зайцы — ночные животные. Они покидают свои норы в среднем около 17:00 и возвращаются «домой» приблизительно в 6:00 утра. Обычно заяц роет туннель длиной от 30 сантиметров до 2 метров, в конце которого находится норка для сна диаметром в 20—30 сантиметров. Несколько раз в году зайчиха рожает 2—3 зайчат. Исследователями установлены по меньшей мере 29 растительных видов, служащих пищей для этого вида зайцев. Любимой же пищей для них являются плоды и орехи. Как правило, эти животные избегают человека.

## Враги
Единственным естественным врагом лазающего зайца на островах были куфии (Trimeresurus). С появлением здесь людей охотиться на него стали и завезённые человеком мангусты и мунго, а также собаки.

## Систематика
Ближайшим родственником лазающего зайца является Pliopentalagus, который был широко распространён в Евразии в геологические периоды миоцен и плиоцен.

## Красная книга
Вплоть до 1921 года, когда лазающий заяц был полностью взят под защиту японским правительством, он представлял предмет постоянной охоты из-за вкусного мяса, а также в связи с представлениями, что оно обладает лечебной силой. В настоящее время основную угрозу для этих животных представляют вырубка лесов на островах и бродячие собаки. Согласно оценкам (2003 год), число зайцев колеблется между 2000 и 4800 экземпляров. Из них подавляющее большинство обитают на острове Амами, и лишь от 120 до 300 особей на Токуносиме. Международный союз охраны природы (International Union for Conservation of Nature and Natural Resources|IUCN) относит вид к категории находящихся под угрозой исчезновения (endangered). В 2005 году для защиты лазающего зайца японское правительство организовало акцию по истреблению живущих на островах яванских мангустов.
На островах Амами и Токуносима в некоторых хозяйствах содержат одомашненных лазающих зайцев. Их можно также увидеть в зоопарке города Кагосима.